# Sarcolestes leedsi
Il sarcoleste (Sarcolestes leedsi) è un dinosauro erbivoro appartenente agli anchilosauri, o dinosauri corazzati. Visse nel Giurassico medio (Calloviano, circa 163 milioni di anni fa) e i suoi resti fossili sono stati ritrovati in Inghilterra. È considerato uno dei più antichi anchilosauri noti.

## Classificazione
Tutto ciò che si conosce di questo dinosauro è una mandibola incompleta, descritta per la prima volta nel 1893 da Richard B. Lydekker. Lo studioso ritenne che questo fossile rappresentasse un nuovo tipo di grande dinosauro carnivoro, e lo denominò Sarcolestes (ovvero "ladro di carne"). Una successiva preparazione del reperto mise in luce i denti sostitutivi all'interno dell'osso, tipici di un erbivoro, e Sarcolestes venne attribuito così agli stegosauri, o dinosauri a piastre. Nel 1983 un nuovo studio di Peter Galton, però, ha portato a riconsiderare il fossile come uno dei più antichi rappresentanti degli anchilosauri.
Tra le caratteristiche che determinano l'appartenenza di Sarcolestes a questo gruppo vi sono i denti, piccoli e dotati di denticoli lungo i margini, che sono presenti fino alla parte terminale dell'osso dentale. Altre caratteristiche includono un basso processo coronoide e una placca posta lungo il limite inferiore della mandibola. Galton attribuì questo reperto alla famiglia dei nodosauridi, un gruppo di dinosauri corazzati sprovvisti di mazza caudale. Altri studiosi considerano Sarcolestes un nomen dubium, sprovvisto di caratteri diagnostici a livello di genere e specie.